# Evert Andersson (fotograf)
Evert Andersson, född i Gökhem utanför Falköping i Västergötland, var en svensk fotograf, som var verksam i Huskvarna.
Evert Andersson kom som ung med sin familj till Huskvarna. Hans stora intresse var fotografering och han tog framför allt bilder i Huskvarna på 1960- och 1970-talen. 
Hans fotosamling lämnades 2012 till Jönköpings läns museum av sonen Tom Andersson.

## Bildgalleri

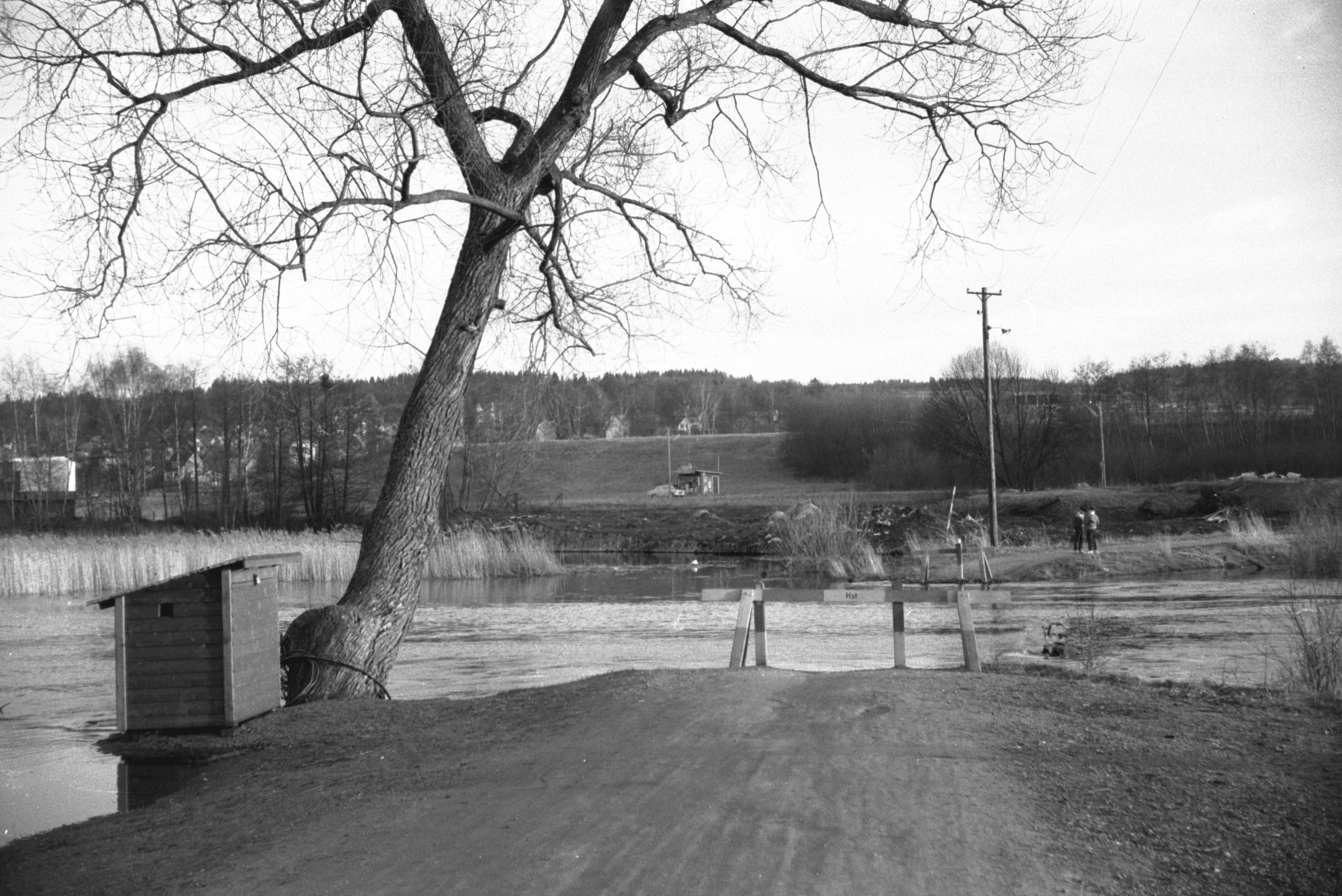
Kavlabrons översvämning, 1960-talet
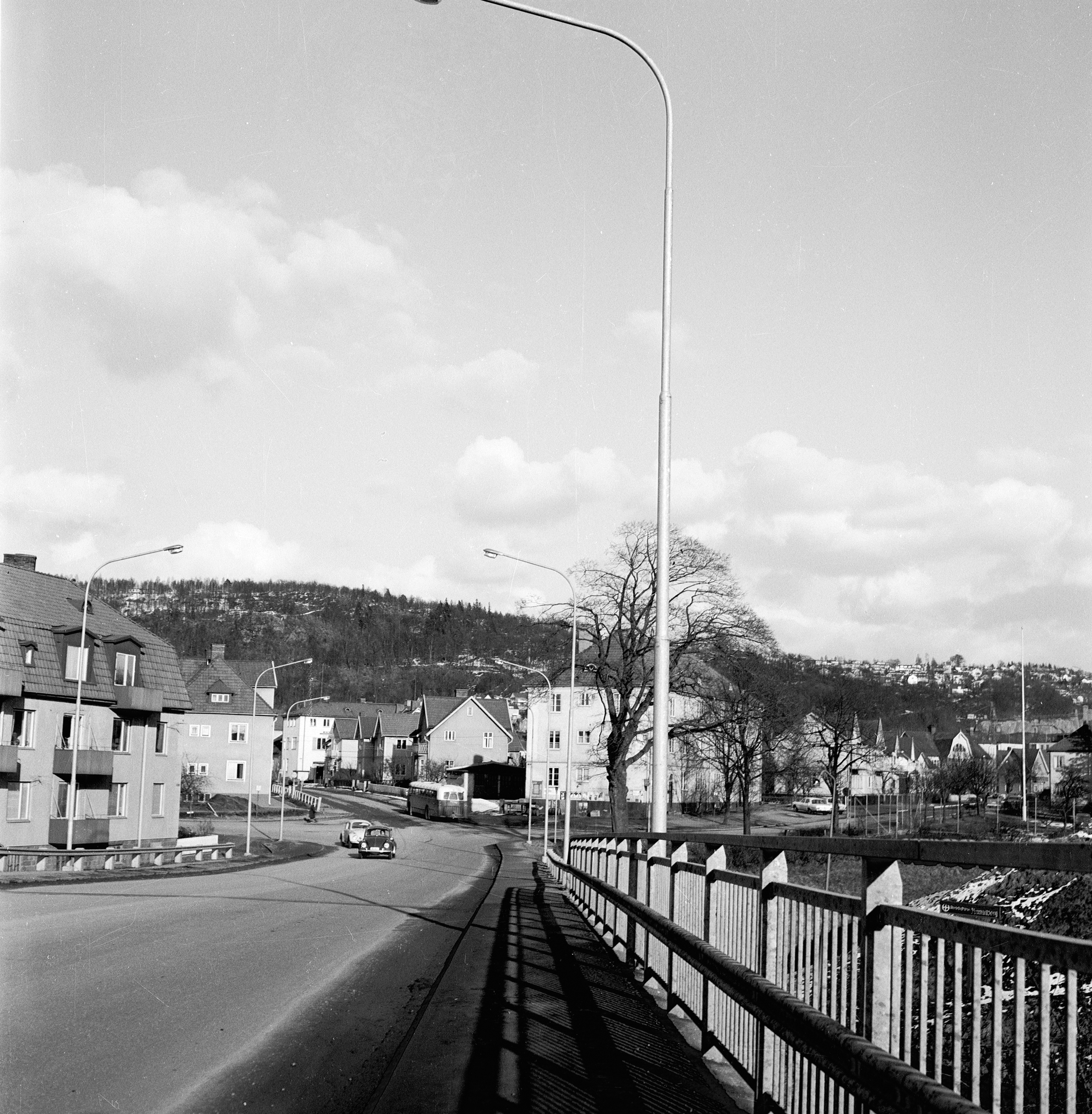
Nya Kavlabron, 1962
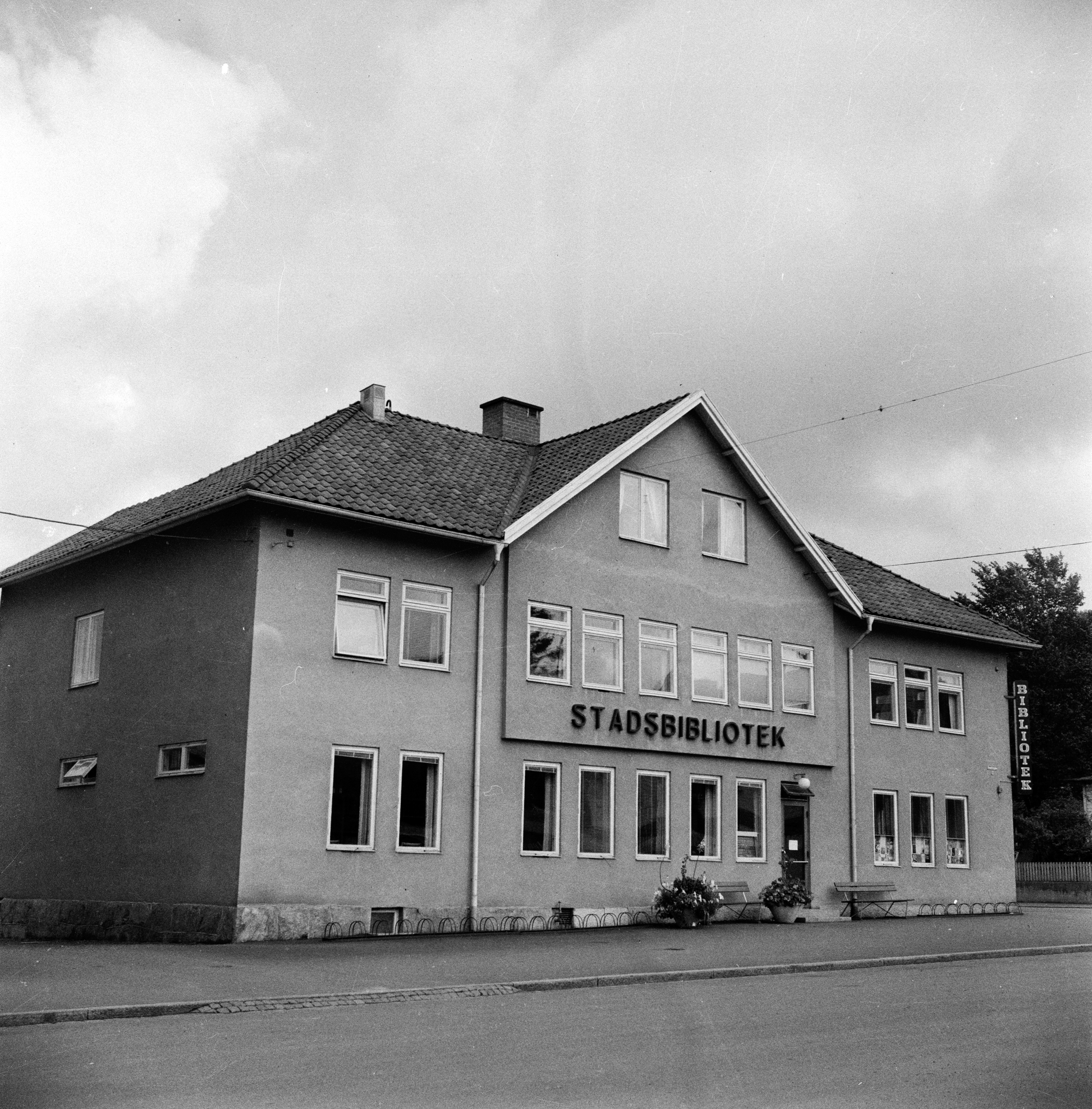
Huskvarna stadsbibliotek
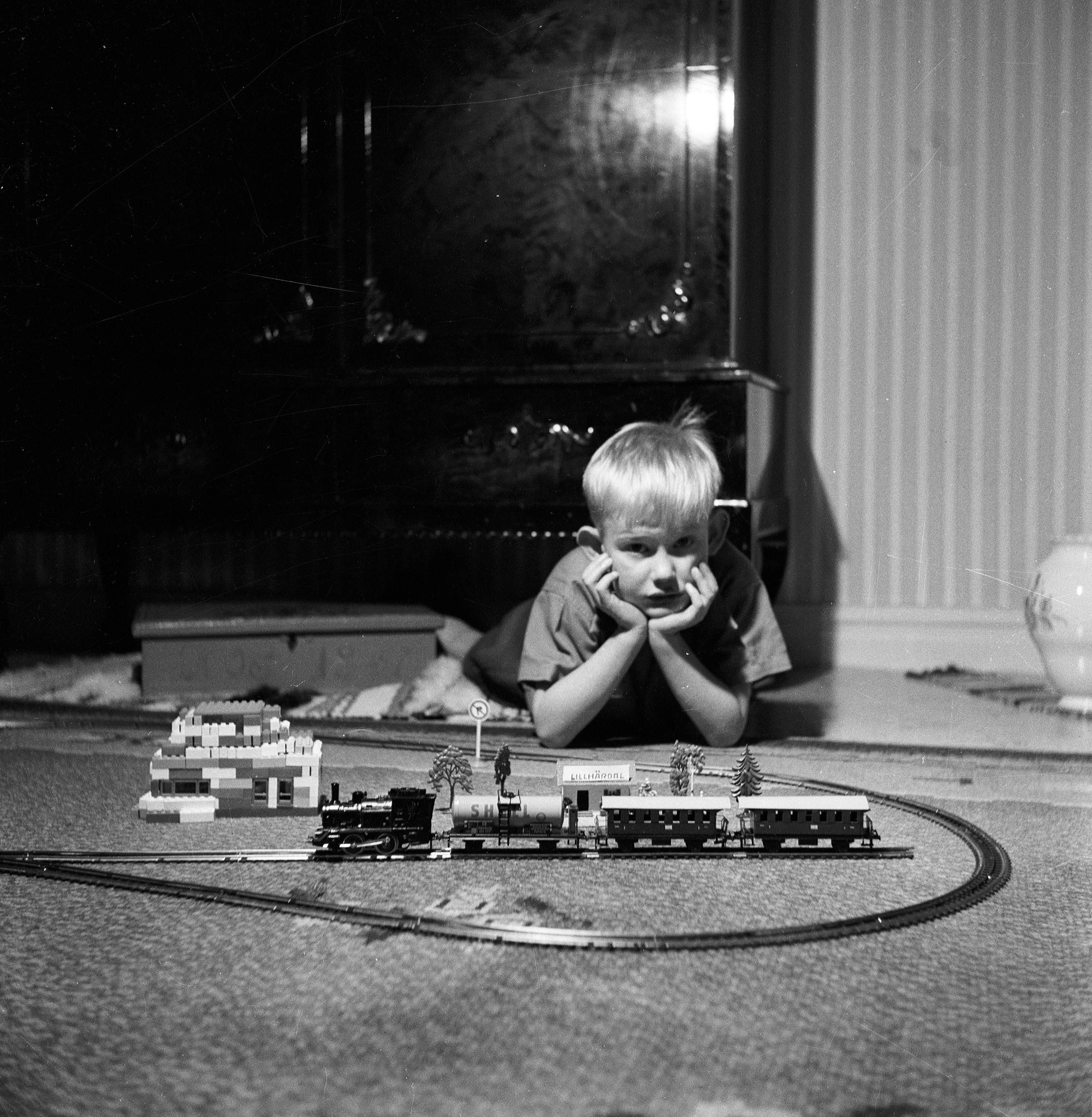
Tom Andersson med modelljärnväg